# Charles-Gaspard Delestre-Poirson
Charles-Gaspard Poirson, in arte Delestre-Poirson (Parigi, 22 agosto 1790 – Parigi, 19 novembre 1859), è stato un drammaturgo e librettista francese.

## Biografia
Figlio del geografo Jean-Baptiste Poirson, aggiunse al suo nome quello della madre, Delestre. Vaudevillista e librettista, è autore di un gran numero di commedie, scritte da solo o in collaborazione con Eugène Scribe, Mélesville, Nicolas Brazier e molti altri. Gli dobbiamo anche, sempre con Eugène Scribe, il libretto dell'opera di Gioachino Rossini, Il Conte Ory, e un romanzo, Un ladre, récit d’un vieux professeur émérite.
Delestre-Poirson fu anche direttore della Gymnase-Dramatique dal 1820 al 1844. A lui si deve di «avere scoperto» tutta l'estensione che Elisabeth Rachel Félix poteva trarre dalla sua voce profonda e penetrante, dalla nobiltà del suo modo di suonare e dai suoi sfoghi eroici a favore di un revival della tragedia classica allora in declino e che lui si cimentò a rinnovare.
La sua resistenza alle decisioni della Società degli autori drammatici provocò, invece, una sorta di interdizione del suo teatro che durò due anni. Questo conflitto, in cui aveva dalla sua solo Narcisse Fournier, ebbe il risultato definitivo del suo ritiro. È sepolto al Cimitero di Père-Lachaise, 22 Divisione.

## Opere

### Teatro
- 1812: La Jolie Fiancée, ou les Bonnes Fortunes de province, commedia in 1 atto, mista a vaudevilles, con Henri Dupin;
- 1812: Le Dénouement in l'air, ou Expérience de vol, folie in 1 atto, con Richard Fabert;
- 1812: Le Fat in province, ou le Plan de comédie, commedia in 3 atti, con Alfred Meilheurat;
- 1813: Inès et Pédrille, ou la Cousine supposée, commedia in 3 atti, con Victorin;
- 1813: Les Deux Ermites, ou la Confidence, commedia-vaudeville in 1 atto, in stile tedesco, con Constant Ménissier, musica di August von Kotzebue;
- 1815: Les Anglais supposés, ou Lequel est mon gendre? commedia in 1 atto;
- 1815: Brelan de valets, ou les Fourbes entre eux, folie-vaudeville in 1 atto;
- 1815: La Fête de famille, ou Spectacle demandé, divertissement-impromptu in 1 atto, misto a distici, in occasione del ritorno del Re, con Henri Dupin;
- 1815: Une nuit de la Garde nationale, tableau-vaudeville in 1 atto, con Eugène Scribe;
- 1815: La Créole, commedia-vaudeville in 1 atto, con Ménissier;
- 1815: Encore une nuit de la garde nationale, ou le Poste de barrière, tableau-vaudeville in 1 atto, con Scribe;
- 1816: Flore et Zéphyre, à-propos vaudeville in 1 atto, con Scribe;
- 1816: Les Montagnes russes, ou le Temple de la mode, vaudeville in 1 atto, con Henri Dupin e Scribe;
- 1816: Le Comte Ory, aneddoto dell'XI secolo, vaudeville in 1 atto, con Scribe;
- 1816: La Princesse de Tarare, ou les Contes de ma mère l'oie, folie-vaudeville in 1 atto, con Henri Dupin e Scribe;
- 1817: Le Solliciteur, ou l'Art d'obtenir des places, commedia in 1 atto, mista a vaudevilles, con Scribe, Henri Dupin, Antoine-François Varner e Jean-Gilbert Ymbert;[4]
- 1817: Encore un Pourceaugnac, folie-vaudeville in 1 atto, con Scribe; da questo soggetto è derivata l'opera Il giovedì grasso su libretto di Domenico Gilardoni e con musica di Gaetano Donizetti;
- 1817: La Barrière Mont-Parnasse, à-propos vaudeville in 1 atto, con Scribe, Henri Dupin e Marc-Antoine Madeleine Désaugiers;
- 1817: Tous les vaudevilles, ou Chacun chez soi, à-propos in 1 atto, con Désaugiers e Scribe;
- 1817: Le Petit Dragon, commedia in 2 atti, mista a vaudevilles, con Scribe e Mélesville;
- 1817: L'Homme vert, commedia in 1 atto, mista a distici, con Mélesville;
- 1817: La Fête du mari, ou Dissimulons, commedia in 1 atto, mista a vaudevilles, con Scribe e Mélesville;
- 1817: L'An 1840, ou Qui vivra verra, commedia episodica, con Nicolas Brazier e Mélesville;
- 1818: Les Dehors trompeurs, ou Boissy chez lui, commedia-vaudeville in 1 atto, con Scribe e Mélesville;
- 1818: Une Visite à Bedlam, commedia in 1 atto, mista di vaudevilles, con Scribe;
- 1818: La Volière de frère Philippe, commedia-vaudeville in 1 atto, con Scribe e Mélesville;
- 1818: Le Songe, ou la Chapelle de Glenthorn, melodramma in 3 atti e à grand spectacle, con Mélesville e Scribe;
- 1818: L'École de village, ou l'Enseignement mutuel, commedia in 1 atto, mista a vaudevilles, con Nicolas Brazier e Théophile Marion Dumersan;
- 1818: Les Vendanges de Champagne, ou la Garnison dans les vignes, divertissement in 1 atto, misto a distici, con Brazier, Dumersan e Scribe;
- 1819: Le Capitaine Jacques, commedia in 1 atto, con Alphonse-Théodore Cerfbeer;
- 1819: Le Petit Pinson, ou Une nuit à Beaune, folie-vaudeville in 1 atto, con Mélesville;
- 1819: Le Mystificateur, commedia-vaudeville in 1 atto, con Scribe e Cerfbeer;
- 1819: Un bal bourgeois, tableau-vaudeville in 1 atto, con Michel-Nicolas Balisson de Rougemont e Mélesville;
- 1820: Le Spleen, commedia in 1 atto, mista a vaudevilles, con Scribe;
- 1821: Le Parrain, commedia in 1 atto, con Scribe e Mélesville;
- 1822: Le Bramine, opera in 1 atto;
- 1824: Les Modistes, tableau-vaudeville in 1 atto, con Ferdinand de Villeneuve e Charles Dupeuty;
- 1824: Le Sourd, ou l'Auberge pleine, commedia-folie di Desforges, ridotta in un atto per l'attuale stato del teatro, con Desgroiseillez e Hugues-Marie-Humbert Bocon de La Merlière;
- 1826: La Brouette du vinaigrier, commedia di Mercier, ridotta in 1 atto e arrangiata per l'attuale stato del teatro, con Desgroiseillez;
- 1828: Le Prince charmant, ou les Contes de fées, folie-vaudeville, con Scribe e Dupin;
- 1828: Le Comte Ory, opera in 2 atti, con Eugène Scribe, musica di Gioachino Rossini;
- 1829: Le Choix d'une femme, commedia vaudeville in 1 atto, con Desvergers e Charles Varin;
- 1832: La Vengeance italienne, ou le Français à Florence, commedia-vaudeville in 2 atti, con Charles Desnoyer e Scribe;
- 1832: Le Jeune Homme à marier, ou le Choix d'une femme, commedia-vaudeville in 1 atto, con Desvergers e Varin;
- 1836: Le Commis-voyageur, ou Un tour de carnaval, folie-vaudeville in 1 atto, con Mélesville;
- 1840: L'Embarras du choix, ou Quatre filles à marier, commedia-vaudeville, con Laurencin;
- 1843: La Chanson de l'Aveugle, ou la Jeunesse de Désaugiers, folie-vaudeville in un atto, con Étienne-Junien de Champeaux;
- 1851: La Ferme de Primerose, commedia vaudeville, con Eugène Cormon e Félix Dutertre de Véteuil;

### Scritti vari
- Ode sur le mariage de S. M. l'Empereur, 1810
- De Paris à Varsovie par Francfort sur le Mein, Leipsik, Berlin et Thorn; de Varsovie à Trieste par Breslaw, Vienne, Gratz et Laybach; de Trieste à Paris par Venise, Milan, Genève et Lyon, diario, 1827
- Un ladre, récit d'un vieux professeur émérite, 1859